# Accademia di belle arti di Urbino
L'Accademia di belle arti di Urbino è un'istituzione di alta cultura per lo studio delle arti visive.
Secondo l'offerta formativa (MIUR) l'accademia di belle arti di Urbino, è compresa nel comparto universitario nel settore dell'alta formazione artistica e musicale e rilascia diplomi accademici di 1º livello (laurea) e di 2º livello (laurea magistrale).

## Dipartimenti e scuole
L'accademia è composta da dipartimenti e scuole, così suddivisi:
- Dipartimento di arti visive
  - Scuola di decorazione
  - Scuola di grafica d'arte ed illustrazione
  - Scuola di pittura
  - Scuola di scultura
- Dipartimento di progettazione ed arti applicate
  - Scuola di nuove tecnologie dell'arte
  - Scuola di scenografia

## Sedi
L'accademia è dislocata in quattro sedi:
- Ex convento dei Carmelitani Scalzi. È la sede principale, che ospita: la biblioteca, l'aula magna, le Scuole di pittura (primo piano) e di decorazione (secondo piano).
- Ex liceo scientifico (via Giro del Cassero). Ospita le Scuole di grafica d'arte e illustrazione e di scultura.
- Ex ospedale di Santa Maria della Misericordia (via T. Viti). Ospita la Scuola di scenografia.
- Palazzo Bonaventura Odasi (piano seminterrato). Ospita la Scuola di nuove tecnologie dell'arte.

## Biblioteca
Si compone di una sala di lettura da 80 mq con 20 posti. Possiede un patrimonio (con edizioni successive agli anni sessanta) di circa 31.500 volumi, suddivise nelle seguenti sezioni: Anatomia artistica, Architettura Urbanistica Design, Arredamento Costume, Arte e Storia dell'arte dalle origini al XIX secolo (con settore monografico per artisti), Arte e storia dell'arte contemporanea (con settore monografico per artisti), Cataloghi di mostre ed esposizioni collettive, Cinema e Fotografia, Estetica e Filosofia, Guide e Territorio, Letteratura Italiana, Letteratura Internazionale, Musica, Scenografia e Scenotecnica, Scienze, Scienze umane, Storia e Critica della letteratura, Storia Politica Economia, Teatro - testi, Teatro - storia, Tecniche artistiche; oltre a varie collane, enciclopedie e dizionari. Comprende anche un'emeroteca, con 60 testate attive su di un totale di 3000 testate conservate, ed una cineteca, con 1748 VHS (cinema e teatro), 723 DVD (cinema, arte e teatro) e 150 tra CD, dischi e audiocassette.

## Presidenti
| Presidenti            | Periodo   |
| --------------------- | --------- |
| Sergio Antonelli      | 1967-1972 |
| Corrado Dionigi       | 1972-1982 |
| Giuseppe Franzè       | 1982-1999 |
| Piero Guidi           | 2000-2003 |
| Vittorio Sgarbi       | 2003-2013 |
| Giorgio Londei        | 2013-2020 |
| Alessandro Allemandi  | 2021-2024 |
| Maria Rosaria Valazzi | dal 2024  |

## Direttori
| Direttori           | Periodo   |
| ------------------- | --------- |
| Renato Bruscaglia   | 1967-1970 |
| Concetto Pozzati    | 1970-1973 |
| Arnaldo Battistoni  | 1973-1983 |
| Elio Marchegiani    | 1983-1988 |
| Giorgio Bompadre    | 1988-1989 |
| Gabbris Ferrari     | 1989-1991 |
| Cristina Marabini   | 1991-1997 |
| Rossano Guerra      | 1997-1999 |
| Massimo Marra       | 1999-2000 |
| Umberto Palestini   | 2000-2010 |
| Sebastiano Guerrera | 2010-2014 |
| Umberto Palestini   | 2014-2020 |
| Luca Cesari         | dal 2020  |